# Sot Chitalada
Sot Chitalada, de son vrai nom Chaovalit Wongcharoean, est un boxeur thaïlandais né le 5 mai 1962 à Chonburi.

## Carrière
Passé professionnel en 1983, il devient à son 8e combat champion du monde des poids mouches WBC le 8 octobre 1984 après sa victoire aux points contre Gabriel Bernal. Il conserve son titre à six reprises avant de le céder le 24 juillet 1988 contre Kim Yong-kang. Chitalada le récupère le 3 juin 1989 lors du combat revanche et ne le perdra définitivement que le 15 février 1991 face à son compatriote Muangchai Kittikasem. Il met un terme à sa carrière de boxeur l'année suivante (après avoir également perdu le second combat) sur un bilan de 26 victoires, 4 défaites et 1 match nul.